# درگیری‌های ۱۴۰۰ افغانستان و ایران
درگیری‌های ۱۴۰۰ افغانستان و ایران در تاریخ ۱۰ آذر ۱۴۰۰ مصادف با در ۱ دسامبر ۲۰۲۱ واقع در مرزهای شرقی روی داد، محل وقوع درگیری از سوی ایران استان سیستان و بلوچستان و از سوی افغانستان بود ولایت نیمروز بود. در جریان این درگیری، جنگجویان طالبان چندین پاسگاه مرزی ایران را تصرف کردند و ایران در پاسخ مواضع طالبان را هدف حمله توپخانه‌ای قرار داد .درگیری‌ها بعد از یک روز پس از اینکه دو طرف به توافق رسیدند و طالبان از تمام مناطق تصرف شده خارج شدند، پایان یافت. هر دو طرف این حادثه را یک «سوءتفاهم» خواندند و تلفات ناشی از آن را تکذیب کردند، در حالی که گزارش‌های رسانه‌ها از تلفات هر دو طرف خبر دادند.
این حمله نخستین تقابل جدی میان ایران و طالبان پس از به قدرت رسیدن طالبان در افغانستان بود.

## زمینه
روابط بین ایران، کشوری عمدتاً شیعه، و طالبان، تحت سلطه بنیادگرایان سنی، از لحاظ تاریخی بسیار پرنوسان بوده‌است. در زمان حکومت طالبان بر افغانستان بین سالهای ۱۹۹۶ تا ۲۰۰۱، ۱۰ دیپلمات ایرانی از کنسولگری در مزار شریف توسط طالبان اعدام شدند. این امر منجر به بسیج نظامی ایران شد که با وساطت سازمان ملل متحد حل شد. در جریان حمله آمریکا به افغانستان در سال ۲۰۰۱، ایران با نیروهای آمریکایی همکاری کرد و نیروهای ویژه ایران در جریان تصرف هرات از ائتلاف شمال حمایت کردند.
در طول جنگ ۲۰۰۱–۲۰۲۱ در افغانستان، ایران روابط خود را با طالبان بهبود بخشید، در طول جنگ، ایالات متحده و جمهوری اسلامی افغانستان، ایران را به ارائه پناهگاه‌ها و حمایت مادی از طالبان متهم کردند. در سال ۲۰۱۰، یک افسر ایرانی نیروی قدس سپاه پاسداران که به عنوان «تسهیل‌کنندهٔ کلیدی تسلیحات طالبان» توصیف شده بود توسط نیروهای ناتو در افغانستان دستگیر شد. در سال ۲۰۱۷، جمهوری اسلامی افغانستان ایران را به کمک مستقیم به طالبان در حملهٔ آنها علیه نیروهای دولتی افغانستان در غرب متهم کرد و مدعی شد که ایران تلاش کرده‌است یک بند در ولایت هرات را تخریب کند. ایران اتهام حمایت از طالبان را رد کرده‌است.
در تابستان ۲۰۲۱، طالبان پس از خروج ایالات متحده از این کشور، حکومت خود را بر افغانستان دوباره برقرار کرد. در نوامبر ۲۰۲۱، احمد مسعود، رهبر جبهه مقاومت ملی افغانستان و اسماعیل خان، در چارچوب تلاش‌های خود برای تقویت اپوزیسیون افغانستان در ایران ملاقات کردند.

## شرح رویداد
۱۰ آذر ۱۴۰۰ نیروهای مسلح طالبانی به وسیله چند خودرو سواری با تعرض به خاک ایران از طریق مرز سیستان و بلوچستان وارد خاک ایران شدند، آماج‌نیوز رسانه واقع در افغانستان در این باره گزارش کرد که ابتدا پاسگاه مرزی مربوط به ایران به نام ده رئیس تصرف شده و بعد از به بیان مردم محلی، آن نیروهای طالبانی با پیشروی در خاک ایران دو پاسگاه دیگر را نیز به نام‌های دوست محمد و سیاه‌چم را نیز به تصرف خود درآوردند. خبرگزاری‌ها و مقامات ایران وقوع درگیری را تأیید اما تصرف پاسگاه‌های مرزی را رد کردند. پس از آن نیروهای مرزبانی در ایران اقدام به پاسخ با تسلیحات نیمه‌سنگین کردند، نیروهای طالبان خودروهای هاموی زرهی ساخت آمریکا را برای نبرد با نیروهای نظامی ایرانی به ولایت نیمروز فرستادند.

## دیوار مرزی
خبرگزاری تسنیم نزدیک به سپاه پاسداران، در شرح علت این رویداد نوشت که دیواری مرزی به فاصله چند صد متر از مرز افغانستان، در خاک ایران با هدف مقابله با ورود قاچاقچیان کشیده شده‌است، بخش‌هایی از املاک و زمین‌های کشاورزی و تعدادی گور در آنسوی دیوار نزدیک به مرز افغانستان جا مانده و همین موضوع سبب «سوءتفاهم» طالبان و شلیک به سمت کشاورزان ایرانی شده‌است.

## واکنش‌ها
برخی رسانه‌ها خبر از سقوط سه پاسگاه مرزی در ایران را دادند و برخی رسانه‌ها و مقامات جمهوری اسلامی نیز این موضوع را رد کردند. در برخی رسانه‌های ایران و در بین مقامات از این موضوع با عنوان «سوءتفاهم مرزی»، حمله «اشرار» و «قاچاق‌چیان» یاد شد.